# کالین گرینال
کالین گرینال (انگلیسی: Colin Greenall؛ زادهٔ ۳۰ دسامبر ۱۹۶۳) بازیکن فوتبال اهل بریتانیا است.
از باشگاه‌هایی که در آن بازی کرده‌است می‌توان به باشگاه فوتبال پرستون نورث اند، باشگاه فوتبال گیلینگام، باشگاه فوتبال بری، باشگاه فوتبال بلکپول، باشگاه فوتبال آکسفورد یونایتد، باشگاه فوتبال لینکولن سیتی، و باشگاه فوتبال ویگان اتلتیک اشاره کرد.